# Güiral y González 1.ª Sección
Güiral y González 1.ª Sección es una localidad del municipio de Huimanguillo ubicado en la subregión de la Chontalpa del estado mexicano de Tabasco.

## Geografía
La localidad de Güiral y González 1.ª Sección se sitúa en las coordenadas geográficas 17°53′38″N 93°24′00″O / 17.893889, -93.400000, a una elevación de 21 metros sobre el nivel del mar.

## Demografía
Según el Conteo de Población y Vivienda 2020, efectuado por el Instituto Nacional de Estadística y Geografía, la localidad de Güiral y González 1.ª Sección tiene 749 habitantes, de los cuales 385 son del sexo masculino y 364 del sexo femenino. Su tasa de fecundidad es de 3.25 hijos por mujer y tiene 206 viviendas particulares habitadas.
| Gráfica de evolución demográfica de Güiral y González 1.ª Sección entre 1910 y 2020 |
|                                                                                     |
| INEGI.                                                                              |